# 多諾萬 (喬治亞州)
多諾萬（英語：Donovan）是位於美國喬治亞州約翰遜縣的一個非建制地區。該地的面積和人口皆未知。

## 地理
多諾萬的座標為32°46′17″N 82°42′46″W / 32.77139°N 82.71278°W，而該地的平均海拔高度為113米（即371英尺）。